# Israel no Egito
Israel no Egito, HWV 54, é um bíblico oratório do compositor George Frideric Handel. A maioria dos estudiosos acredita que o libreto foi preparado por Charles Jennens, que também compilou os textos bíblicos para o Messias de Handel. É composto inteiramente de passagens selecionadas do Antigo Testamento, principalmente do Êxodo e dos Salmos.
Israel no Egito estreou no Teatro del Rey no Haymarket de Londres em 4 de abril de 1739 com Élisabeth Duparc "La Francesina", William Savage, John Beard, Turner Robinson, Gustavus Waltz e Thomas Reinhold. Handel começou a trabalhar na obra logo após a temporada de óperas no Teatro del Rey ter sido cancelada por falta de assinantes. O oratório não foi bem recebido pela primeira audiência, embora tenha sido elogiado no Daily Post; a segunda apresentação foi encurtada, a obra principalmente coral agora aumentada com árias de estilo italiano.
A primeira versão da peça é em três partes ao invés de duas, sendo a primeira parte mais famosa como "The ways of Zion do mourn", com texto alterado como "The sons of Israel do mourn" lamentando a morte de José. Esta seção precede o Êxodo, que na versão de três partes é a Parte II ao invés da Parte I.

## Contexto

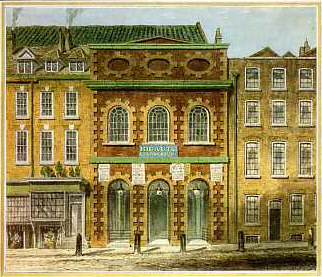
O Teatro del Rey, Londres, no Haymarket, onde Israel no Egito foi apresentado pela primeira vez

Handel havia muito tempo residia em Londres e havia desfrutado de grande sucesso como compositor de óperas italianas lá. No entanto, em 1733 uma companhia de ópera rival à de Handel, A Ópera da Nobreza, havia dividido a audiência para ópera italiana em Londres. Não havia apoio suficiente para duas companhias de ópera italiana e Handel começou a encontrar novas audiências através da apresentação de oratório e outras obras corais em inglês. O oratório Saul de Handel, com texto de Charles Jennens, foi apresentado no Teatro del Rey em janeiro de 1739, e para a mesma temporada Handel compôs Israel no Egito, escrevendo a música em um mês entre 1º de outubro e 1º de novembro de 1738. Israel no Egito é um dos apenas dois oratórios de Handel com texto compilado de versículos da Bíblia, sendo o outro o Messias. O libretista de Israel no Egito é incerto, mas a maioria dos estudiosos acredita que Charles Jennens compilou ambos os textos. Israel no Egito e Messias também compartilham a característica incomum entre os oratórios de Handel de que, ao contrário dos outros, eles não têm elencos de personagens nomeados cantando diálogos e executando um drama não-encenado, mas contêm muitos coros definidos para textos bíblicos. O libreto de Israel no Egito é baseado principalmente no Livro do Êxodo, com o relato do O Êxodo dos israelitas na primeira parte, e o Canto do Mar na última parte, chamada Canção de Moisés por Handel.
Ao compor Israel no Egito, no que já era então sua prática comum, Handel reciclou música de suas próprias composições anteriores e também fez uso extensivo de paródia musical, o retrabalho de música de outros compositores. Para a parte de abertura de Israel no Egito Handel levemente reescreveu seu Hino Fúnebre de 1737 para a Rainha Carolina, "The Ways of Zion do Mourn", e ele adaptou duas de suas fugas para teclado, um coro de seu Dixit Dominus e uma ária de um de seus Chandos Anthems. De Qual prodigio é ch'io miri, serenata de casamento de Alessandro Stradella, Handel tomou a música para seus coros baseados nas dez pragas bíblicas: "He spake the word," "He gave them hailstones," "But as for his people/He led them," e "And believed the Lord," bem como o coro da Parte II "The people shall hear/All th'inhabitants of Canaan." De uma configuração de Magnificat de Dionigi Erba, Handel tomou a maior parte ou parte da música para "He rebuked the Red Sea," "The Lord is my Strength," "He is my God," "The Lord is a Man of War," "The depths have covered them/Thy right Hand, o Lord," "Thou sentest forth thy wrath," "And with the blast of thy nostrils," "Who is like unto Thee," e "Thou in thy mercy." Outros compositores que Handel parodiou em Israel no Egito foram Jean-Philippe Rameau, Johann Caspar Kerll, Francesco Antonio Urio, Nicolaus Adam Strungk e Friedrich Wilhelm Zachow.
Muito mais do que as obras anteriores de Handel que foram projetadas, como Israel no Egito, para atrair audiências pagantes para um empreendimento comercial em um teatro de propriedade privada, a peça coloca ênfase esmagadora no coro. Como atração adicional, a pequena orquestra barroca que acompanhava também foi usada para um concerto para órgão, o Cuco e o Rouxinol, que serviu como interlúdio. No entanto, as audiências londrinas daquela época não estavam acostumadas a peças corais tão extensas apresentadas como entretenimento comercial, e talvez particularmente a lamentação de abertura, de cerca de trinta minutos de duração, pela morte de José, adaptada do hino fúnebre para uma Rainha recentemente falecida, contribuiu para o fracasso de Israel no Egito em sua primeira apresentação. Handel rapidamente revisou a obra, omitindo a seção de abertura "Lamentações" e adicionando árias de estilo italiano do tipo que as audiências contemporâneas esperavam e apreciavam. Em sua forma de duas seções, Israel no Egito foi muito popular no século XIX com sociedades corais. Começando com a gravação de John Eliot Gardiner de 1978, muitas apresentações contemporâneas da obra usam a versão original de três partes de Handel.

## Sinopse

### Primeira Parte

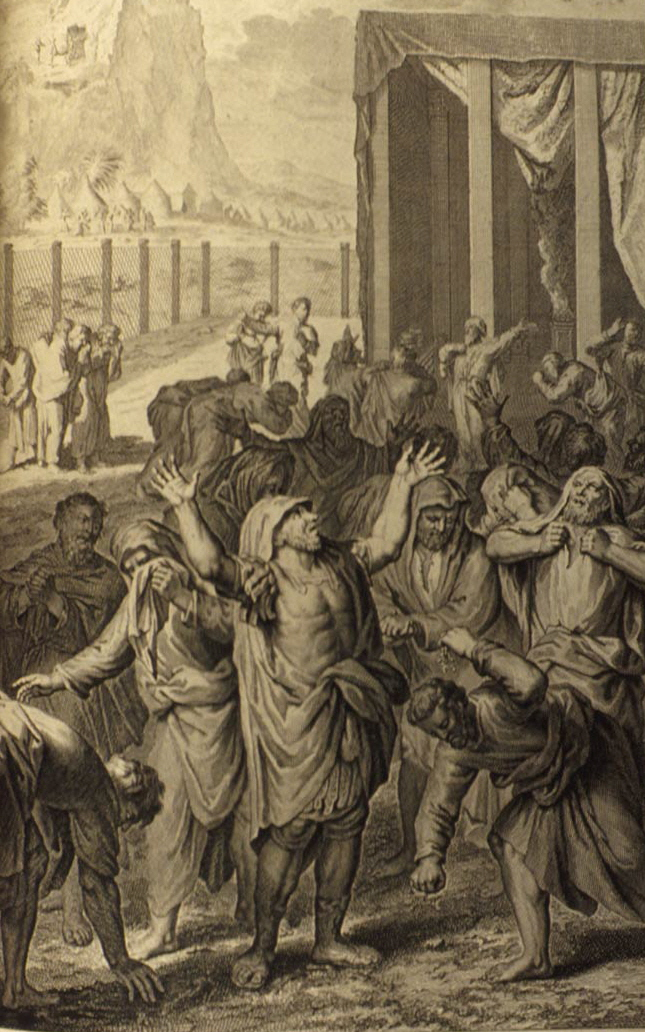
Os Israelitas Choram, de uma Bíblia ilustrada de 1728

Os israelitas choram a morte de José, israelita e conselheiro favorito do Faraó, Rei do Egito. A primeira parte inclui os coros "The Sons of Israel Do Mourn" e "How Is the Mighty Fallen".

### Segunda Parte

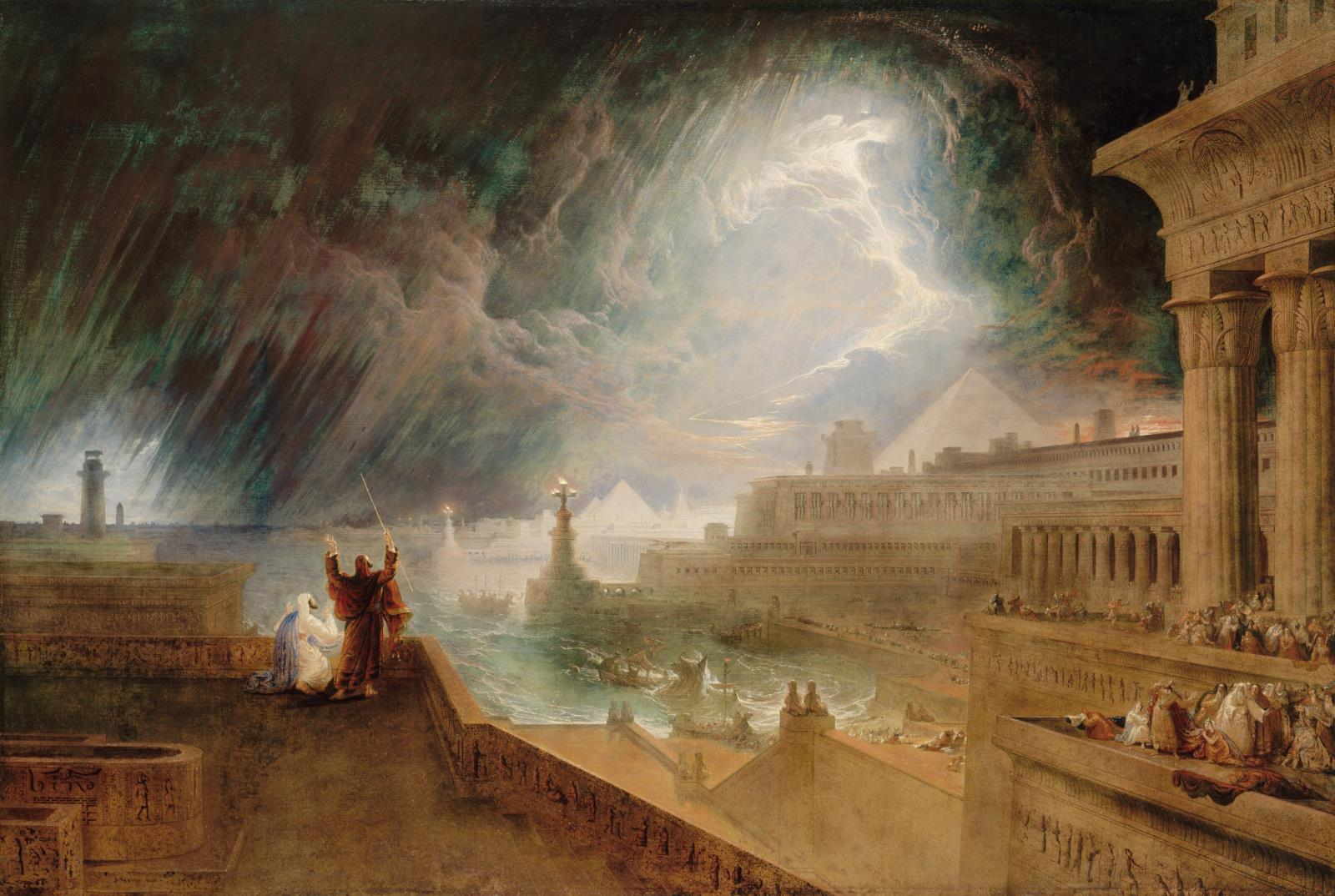
A Sétima Praga do Egito, por John Martin, 1823

É anunciado que um novo Faraó subiu ao trono que não olha com simpatia para os israelitas. Deus escolhe Moisés para liderar seu povo para fora da escravidão. Uma série de pragas cai sobre o Egito: os rios se transformam em sangue; uma praga de rãs afeta a terra; piolhos rastejaram sobre homem e animal; animais selvagens destroem tudo; o gado egípcio fica doente e morre; bolhas e bolhas irrompem na pele de homem e animal; tempestades de granizo assolam o país; gafanhotos aparecem e destroem todas as colheitas; trevas palpáveis descem; e, finalmente, os filhos primogênitos de todos os egípcios são abatidos mortos. O governante do Egito concorda em deixar os israelitas partirem, mas muda de ideia e os persegue. O Mar Vermelho milagrosamente se abre para deixar os israelitas cruzarem em segurança, mas quando os egípcios perseguidores tentam cruzar, as águas os envolvem, e eles se afogam.

### Terceira Parte

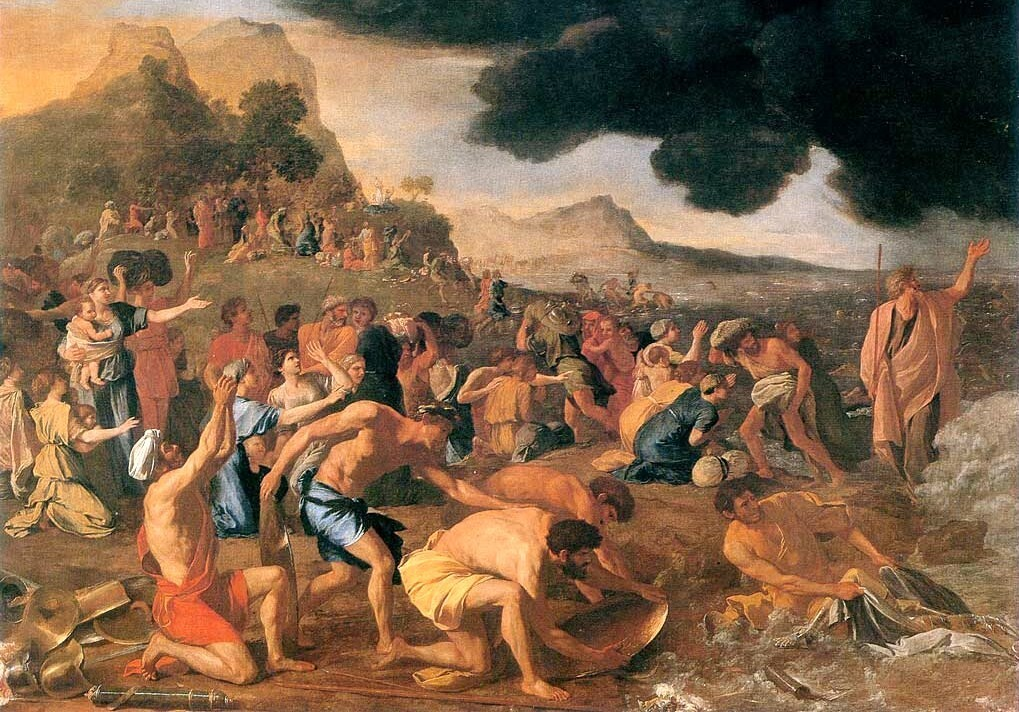
A Travessia do Mar Vermelho, por Nicolas Poussin

Os israelitas celebram sua libertação. Uma série de coros alegres estão incluídos na terceira parte, com a peça concluindo com um solo de soprano e coro proclamando que 'o Senhor reinará para todo o sempre' e 'o cavalo e seu cavaleiro ele jogou no mar'.

## Gravação muito antiga em cilindro de cera de trecho
Por muito tempo, a gravação mais antiga conhecida de música que ainda existe era um trecho deste oratório conduzido por August Manns. A gravação foi de 4.000 cantores cantando "Moses and the Children of Israel" no Festival Handel do Crystal Palace de 29 de junho de 1888, gravado pelo Cel. George Gouraud no cilindro amarelo de parafina de Edison. As limitações da tecnologia de gravação daquela época, juntamente com o número de vozes, a distância do dispositivo de gravação dos cantores (cerca de 100 jardas de distância), e a acústica do Crystal Palace, significam que o som gravado era tênue para começar, e desde então tornou-se muito degradado. O que sobrevive é mal audível mas ainda identificável pelo ouvido e dá alguma visão sobre as práticas de performance no auge do fenômeno do Festival Handel.